# Diplopeltoididae
Diplopeltoididae é uma família de nematóides pertencentes à ordem Leptolaimida.
Género:
- Diplopeltoides Gerlach, 1962